# Bristol (Indiana)
Bristol è un comune degli Stati Uniti d'America, situato nello Stato dell'Indiana, nella contea di Elkhart.